# Maurice Maillard
Maurice Maillard, né le 31 mars 1946 à Évreux et mort le 27 février 2020 à Paris, est un peintre, graveur et enseignant en arts plastiques. 

## Biographie
Maurice Maillard naît en 1946 à Évreux, en Normandie.
Formé à l'École supérieure d'art et design Le Havre-Rouen, dans l'atelier de gravure de Jacques Ramondot, puis à école des Beaux-Arts de Paris dans l'atelier de Lucien Coutaud, Maurice Maillard participe à sa première exposition collective en 1969 en Normandie et à Paris.
Il obtient le premier prix du Salon de gravure originale à Bayeux (Calvados) en 1971, ainsi qu'un prix à l'exposition « Bilan de l'art contemporain » à New York en 1983.
Il est exposé régulièrement à l'étranger (New York, Belgique, Allemagne, Espagne, Russie, Corée du Sud, Pologne, Canada, Luxembourg, Japon..).
Tout en poursuivant sa carrière de peintre et de graveur, il enseigne les arts plastiques dans des lycées et des collèges jusqu'en 1991. Puis il est le directeur à la Maison des Arts d'Évreux jusqu'en 2010, où il est également professeur de gravure.
De 2013 à sa mort, il est le président de l’association Le Trait, graveurs d'aujourd’hui, membre de la Société des peintres-graveurs français, vice-président de l'association Coréelation, association d'échanges entre graveurs coréens et français. Il est également sociétaire de la fondation Taylor.
Maurice Maillard meurt le 27 février 2020 à Paris, d'une tumeur cérébrale foudroyante. 

### Postérité
L'ensemble de son œuvre gravé a été déposé, et est depuis conservé, au Département des estampes et de la photographie de la Bibliothèque nationale de France.

### Décoration
* 2002 : Chevalier de l’ordre des Arts et des Lettres[réf. nécessaire]

## Principales expositions
- 1989 : première exposition monographique au musée des Beaux-Arts de Caen — commissariat d'Alain Tapié[5]
- 2012 : exposition rétrospective au musée d'Évreux[6], texte de Baldine Saint Girons[7]
- 2015 : peintures, fusains et gravures à l'espace culturel des Dominicaines de Pont-l'Évêque (Calvados)[8]
- 2016 : « Un art de l'origine »[9], peintures, fusains, dessins et gravures, galerie 24b, rue Saint-Roch, Paris — commissariat d'Alain Tapié[5], Baldine Saint Girons[7] et Aude Goullioud[10]
- 2018 : peintures, fusains et fusains peints, atelier Raspail, Paris
- 2019 : « Un certain ordre du monde » (gravures), galerie Documents 15, Paris
- 2022 : « Maurice Maillard. Volupté de l'ombre », musée Eugène-Boudin de Honfleur (Calvados)[11]

## Collections
Son travail (peintures, dessins et estampes) figure dans plusieurs collections privées et publiques françaises et étrangères, notamment dans les collections de musées et de médiathèques. 

## Publication
- Claude Molzino et Maurice Maillard, Mémoire de l’ombre, De la gravure : Maurice Maillard, Paris, Éditions Manucius, 2016 (BNF 44502148, présentation en ligne).